# Johan Remkes

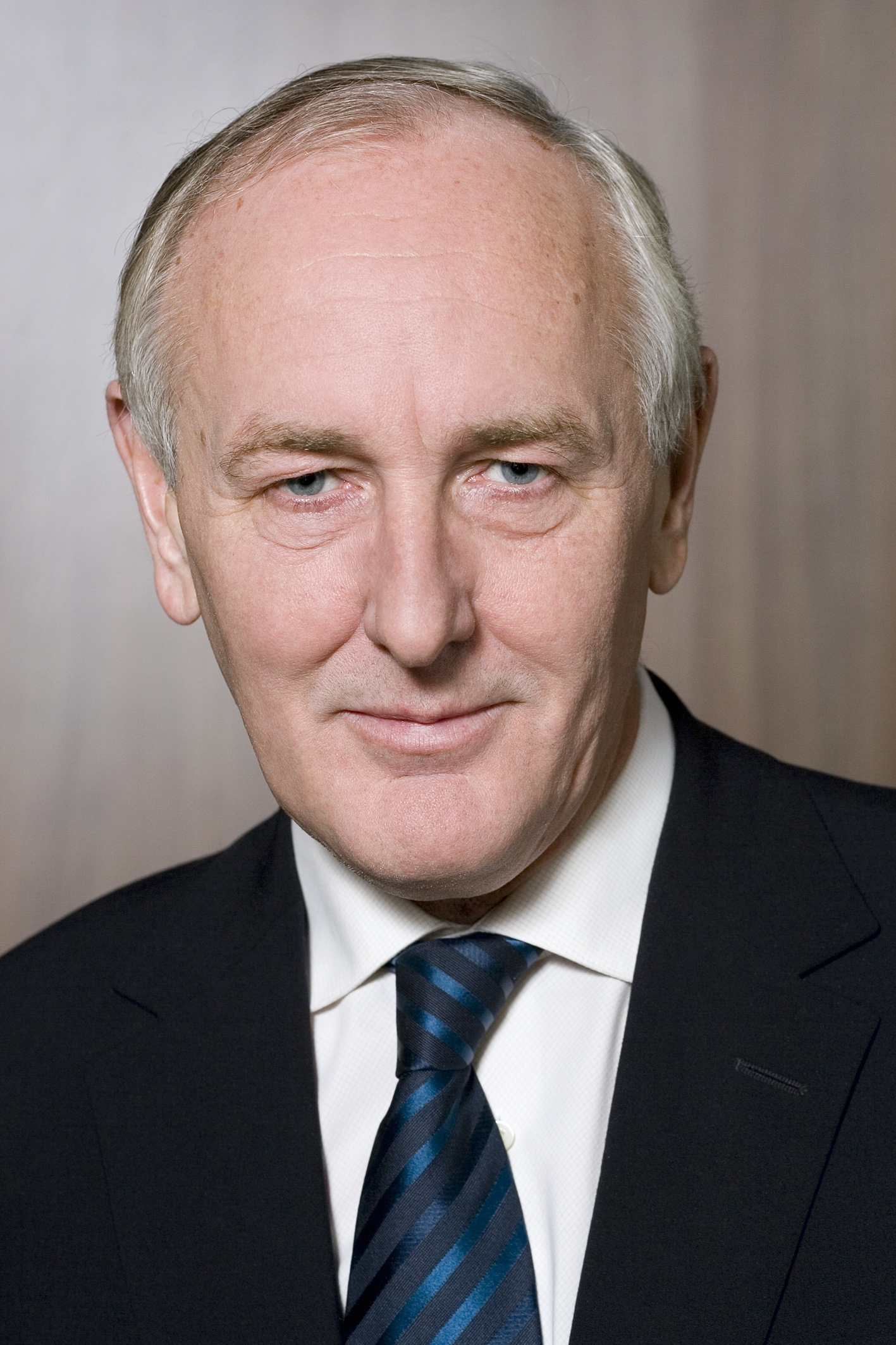
Johan Remkes

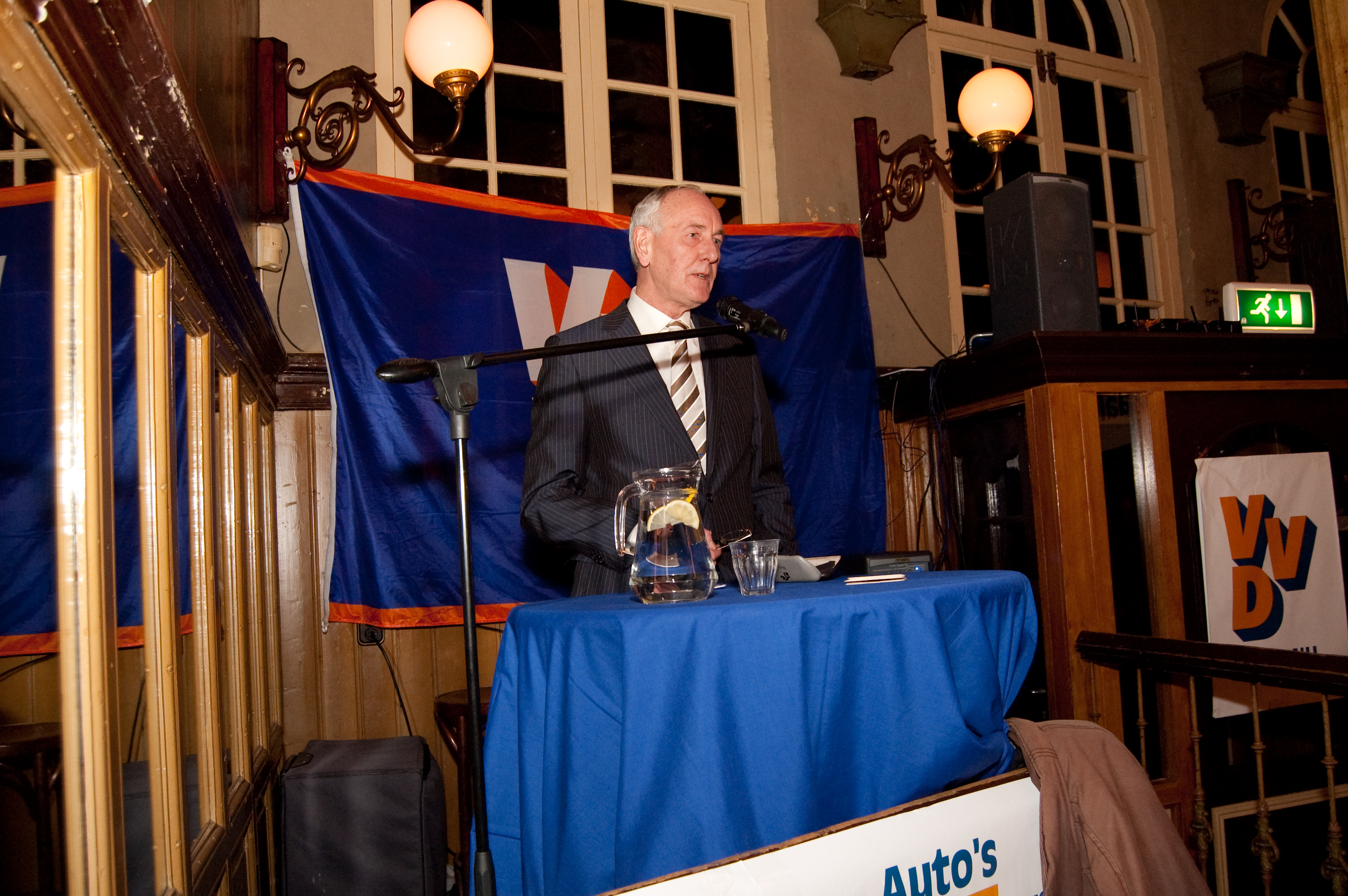
Remkes auf einer Parteiveranstaltung in Leiden

Johannes Wijnandus (Johan) Remkes (* 15. Juni 1951 in Zuidbroek, heute Menterwolde) ist ein niederländischer Politiker (VVD).

## Leben und Beruf
Sein Vater war Gärtner. Johan Remkes besuchte die Grundschule in Sappemeer. Anschließend ging er bis 1969 auf das Gymnasium von Hoogezand-Sappemeer. Danach begann Remkes ein Studium der Wirtschaftswissenschaften an der Reichsuniversität Groningen. Dies beendete er 1975, schloss das Studium jedoch nicht ab. Remkes ist unverheiratet und lebt in Groningen.
Am 11. April 2007 wurde er mit dem Orden von Oranien-Nassau in der Offiziersklasse geehrt.

## Partei
Remkes ist seit 1973 Mitglied der Volkspartij voor Vrijheid en Democratie. Zwischen November 1975 und März 1977 war er auch Vorsitzender der Jongeren Organisatie Vrijheid en Democratie, der Jugendorganisation der VVD.

## Abgeordneter
Am 26. Oktober 1993 kam Remkes erstmals in die Zweite Kammer der Generalstaaten. Dort war er bis 1998 Mitglied. Kurzzeitig war Remkes zwischen 23. Mai 2002 und 22. Juli 2002 sowie vom 30. Januar 2003 bis zum 27. Mai 2003 Abgeordneter der Zweiten Kammer. Im November 2006 kam er wieder in die Zweite Kammer und schied am 17. Juni 2010 aus.

## Öffentliche Ämter
Am 3. August 1998 wurde Remkes Mitglied im Kabinett Kok II als Staatssekretär im Ministerium für Wohnungswesen, Raumordnung und Umweltschutz. Seine Amtszeit endete am 22. Juli 2002. Im neuen Kabinett Balkenende I unter Ministerpräsident Jan Peter Balkenende wurde er Minister für Inneres und Königreichsbeziehungen und stellvertretender Ministerpräsident. Auch im Kabinett Balkenende II blieb Remkes Innenminister sowie in der Minderheitsregierung Balkenende III. Am 22. Februar 2007 schied er endgültig aus der Regierung aus. 
Zwischen dem  1. Juli 2010 und dem 31. Dezember 2018 war Remkes Kommissar des Königs in der Provinz Nordholland. Im Oktober 2019 übernahm er nach dem Rücktritt der bisherigen Amtsinhaberin interimsweise das Amt des Bürgermeisters der Stadt Den Haag.
Vom 12. Oktober 2019 bis zum 1. Juli 2020 war er kommissarisch Bürgermeister von Den Haag, als Nachfolger von Parteimitglied Pauline Krikke.
Zum 19. April 2021 übernahm er übergangsweise das Amt des Kommissars des Königs der Provinz Limburg.